# Bogusław Migut
Bogusław Edward Migut (ur. 1960) – polski duchowny katolicki, teolog, doktor habilitowany nauk teologicznych, profesor nadzwyczajny Wydziale Teologii Katolickiego Uniwersytetu Lubelskiego Jana Pawła II.

## Życiorys
Został kapłanem archidiecezji lubelskiej. W 1984 uzyskał tytuł magistra teologii na WT KUL. W 1988 otrzymał tam licencjat, a w 1994 na podstawie napisanej pod kierunkiem Jerzego Kopcia pt. „Historiozbawcze ujęcie sakramentów według Salvatore Marsilego OSB (1910-1983)” uzyskał stopień doktora. W 2007 nadano mu stopień doktora habilitowanego (rozprawa: „Teologia liturgiczna szkoły rzymskiej”).
W 1992 został asystentem w Międzywydziałowym Zakładzie Leksykograficznym KUL. W latach 1998–2002 był redaktorem naczelnym „Encyklopedii Katolickiej”. W 2002 został adiunktem w Katedrze Teologii Liturgii na Wydziale Teologii KUL, a w 2008 kierownikiem Katedry Duchowości Liturgicznej KUL. Wykładał także w innych uczelniach w kraju i za granicą. Został profesorem nadzwyczajnym 28 lutego 2020.